# Rhopalostylidinae
Rhopalostylidinae, podtribus palmi, dio tribusa Areceae, potporodica Arecoideae. Sastoji se od dva  roda, sa tri vrste koje rastu po otocima Chatham, Kermadec , Novi Zeland (Sjeverni i Južni otok) i otoku Norfolk.

## Rodovi
1. Hedyscepe H.Wendl. & Drude
2. Rhopalostylis H.Wendl. & Drude